# Mineriada din ianuarie 1999
Mineriada din ianuarie 1999 a fost cea de a cincea acțiune de acest gen întreprinsă în România postdecembristă.

## Preludiu
La sfârșitul anilor '90, Miron Cozma, șeful Ligii Sindicatelor Miniere din Valea Jiului și vicepreședinte al Partidului România Mare, era liderul necontestat al minerilor datorită faptului că obținea de la guvern menținerea substanțialelor lor salarii. Valea era zona cea mai scumpă din România. Guvernele au investit miliarde de dolari fără a reuși crearea unor locuri de muncă alternative. Familiile trăiau din leafa de la mină a soțului, iar pentru menținerea acestor salarii minerii erau dispuși să îl urmeze orbește pe Cozma.
În august 1998, sindicatele din Valea Jiului au început negocierile cu administrația pentru salarii. La 16 decembrie 1998, ministrul industriilor Radu Berceanu a declarat la televiziune că minele de la Dâlja și Bărbăteni vor fi închise, ca urmare a programului de restructurare a mineritului din Valea Jiului.
Minerii, conduși de Miron Cozma, iau decizia declanșării unei greve generale, la 18 decembrie 1998. Pentru negocierea punctelor de pe platforma întocmită de sindicaliști a fost solicitată prezența la Petroșani a ministrului Industriilor, Radu Berceanu și a primului ministru, Radu Vasile. Refuzul demnitarilor determină din nou greviștii să solicite plecarea la București. În fața unei astfel de perspective, primarul Capitalei (Viorel Lis) declară că nu va aviza un posibil marș de protest al minerilor în Capitală, în timp ce Ministrul Transporturilor, Traian Băsescu, refuză categoric să pună la dispoziția greviștilor garniturile de tren solicitate pentru deplasarea la București.
Aproape 15.000 de mineri de la Compania Națională a Huilei din Valea Jiului au protestat la data de 4 ianuarie 1999 pentru a obține mărirea salariilor și renunțarea la programul de închidere a minelor nerentabile. Aceștia amenințau că vin la București, în cazul în care revendicările lor nu vor fi satisfăcute, dar guvernul nu s-a arătat dispus să cedeze în fața greviștilor.
Au loc mai multe runde de negocieri eșuate cu Comisia de Buget – Finanțe a Senatului, condusă de Viorel Cataramă. Trupele de jandarmi intră în dispozitiv pe Defileul Jiului construind baricade, inclusiv prin detonarea stâncilor peste DN66.
În 14 ianuarie 1999 peste 1000 de protestatari au escaladat barajul înălțat în Defileul Văii Jiului, amenințând că nu se vor opri decât în Capitală. Lista de revendicări a greviștilor a fost schimbată. Ei au renunțat la cele 30 de solicitări, dar cer în schimb 10.000 de dolari pentru fiecare disponibilizat sau 500 de dolari pensie pe viață. Ministrul Industriilor a respins astfel de „aberații”. În replică, Miron Cozma a anunțat că 15.000 dintre ortacii săi și-au exprimat în scris dorința de a pleca spre București. Sub comanda lui Romeo Beja, aproape 1.000 de mineri s-au urcat în cele 11 autobuze parcate în fața sediului Companiei Naționale a Huilei, strigând că pleacă spre Capitală. Au ajuns la primul baraj înălțat de oamenii de ordine, baraj format din pietre, humă și nisip. Lucrurile păreau a scăpa de sub control. Peste 100 de mineri au trecut de Valea Jiului. Niciun jandarm nu era în zonă, trupele de ordine retrăgându-se la câțiva kilometri, în spatele unui al doilea baraj.
La 15 ianuarie 1999, Judecătoria Petroșani va declara ilegală greva minerilor, iar, la 18 ianuarie, Cozma decide începerea „Marșului spre București”.

## Marșul spre București
Pe șoseaua spre Târgu Jiu erau amplasate baraje succesive din stabilopozi de beton. În câteva locuri, în special pe poduri, trupele ministerului de interne au abandonat camioane grele, cu roțile scoase. La fiecare baraj minerii înlăturau stabilopozii, iar polițiștii, după un schimb de pietre și gaze lacrimogene de câteva minute, se retrăgeau cu autobuzele spre următoarea baricadă.
Ministrul de Interne, Gavril Dejeu, a demisionat în seara zilei de 19 ianuarie, când minerii au trecut de toate barajele forțelor de ordine din Defileul Jiului.
La ieșirea din defileu, după o noapte petrecută la Târgu Jiu (19/20 ianuarie), Cozma a decis continuarea marșului spre București, alegând drumul cel mai scurt, prin Râmnicu-Vâlcea. La acțiunea lor s-au solidarizat și contingente de mineri din Oltenia, Banat, precum și alte categorii de muncitori. Minerii erau transportați de 70 de autobuze și peste 200 de autoturisme și se deplasau disciplinat, având cercetași trimiși ca să culeagă informații despre dispunerea în teren a forțele de ordine. Aveau o organizare cvasimilitară, fiind grupați în funcție de exploatarea minieră de unde proveneau. Pe drum, coloana de protestatari a fost întâmpinată cu aplauze de către populația civilă din localitățile gorjene.
Guvernul a decis închiderea traficului feroviar pe Valea Oltului, iar pe Autostrada București-Pitești au fost grupate dispozitive de jandarmi. Datorită rețelei de informatori, minerii au aflat din timp că la Costești, Vâlcea (la ieșirea din Horezu) era amplasat un nou baraj al forțelor de ordine și au decis să petreacă noaptea de 20/21 ianuarie în Horezu.

## Bătălia de la Costești
Bătălia a început în jurul orelor 14 și s-a încheiat în jurul orelor 17, cu victoria minerilor. Forțele de ordine aveau aproximativ 2000 de combatanți, inclusiv trupe speciale de polițiști DIAS (Detașamentul de Intervenție și Acțiuni Speciale) și BAOLP (Brigada de Asigurare a Ordinii și Liniștii Publice), numărul minerilor fiind de aproximativ 15-20000.
Minerii au străbătut pe jos cei 3 kilometri dintre Horezu și Costești. Au încercuit zona și au atacat din toate părțile. Din spate polițiștii și jandarmii au fost atacați de săteni din Costești, înarmați cu pistoale de semnalizare.
Numărul polițiștilor și jandarmilor căzuți în mâna minerilor se ridica la peste 1500; prefectul de Vâlcea, Nicolae Curcăneanu, a fost luat de asemenea ostatic. Un comandant al jandarmilor, generalul Gheorghe Lupu, a fugit pur și simplu abandonându-și trupele.
Coloana de manifestanți își continuă drumul spre Râmnicu Vâlcea, după ce au îndepărtat stabilopozii și stâlpii de beton aflați pe șosea. Toate mașinile cu număr de București sunt distruse, fără discriminare. La Râmnicu Vâlcea, forțele de ordine au reușit să oprească încercarea câtorva sute localnici de a pătrunde în sediul Prefecturii, care este încercuit de manifestanții adunați în centrul localității și care scandează: "Să vină minerii", "Cozma, Cozma", "Vadim, Vadim" și "Jos prefectul".
Președintele Emil Constantinescu a convocat sesiunea extraordinară a Parlamentului și a solicitat liderilor partidelor parlamentare să-și exprima poziția față de evenimentele în curs. În timpul nopții de 21-22 ianuarie 1999 a fost emisă ordonanța de urgență care instituie starea de urgență pe întreg teritoriul României, începând cu ora 14 a zilei de 22 ianuarie. Constantin Dudu Ionescu este numit ministru de interne și se produce înlocuirea unor cadre de comandă ale acestui minister.
Pe șoseaua Râmnicu Vâlcea - Pitești, în dreptul râului Topolog, este amplasat un nou baraj, format din trupe MApN și DIAS.

## Pacea de la Cozia
Aflat în fața unui conflict fără precedent, Primul Ministru Radu Vasile acceptă dialogul cu minerii, eveniment care a avut loc la mănăstirea Cozia, la 22-23 ianuarie. În urma acestuia a fost încheiată „Pacea de la Cozia”, un acord în care Guvernul convenea respectarea revendicărilor minerilor, neînchiderea minelor Dâlja și Bărbăteni și neînceperea urmăririi penale împotriva liderilor minerilor. Conform declarațiilor primului ministru, „acțiunea revendicativă s-a încheiat. Minerii se îmbarcă, la ora actuală, în mașini, se întorc la locul de baștină. În esență, aceste discuții au durat câteva ore. Au fost depistate o serie de soluții care însă vor fi finalizate după prezentarea unui program de reducere a pierderilor, prin reducerea costurilor în companiile componente și participante la acțiunile revendicative”.

## Condamnări
Miron Cozma, fostul lider al minerilor, a fost condamnat definitiv la 10 ani de închisoare pentru mineriada de la Costești, în septembrie 2005.
În anul 2005 Romeo Beja a fost condamnat la 5 ani de închisoare cu executare în dosarul Mineriadei din 1999. El a fugit însă din țară și a fost dat în urmărire internațională. În 2016 el a fost depistat la Curtea de Apel București unde se prezentase la un termen într-o altă cauză, a fost reținut și dus la Penitenciarul Rahova. Romeo Beja a fost condamnat împreună cu Vasile Lupu, Dorin Loiș, Constantin Crețan și Ionel Ciontu.

## Discurs politic
Mineriada a fost susținută în mod public de către Partidul România Mare (PRM), iar liderul acestuia, Corneliu Vadim Tudor, i-a invitat pe mineri în București, pentru a ocupa Palatul Parlamentului și pentru a demite guvernul. Miron Cozma se afla în permanentă legătură cu liderii PRM din București, care pregăteau capitala pentru sosirea minerilor. Conform unui raport SRI, PRM a inițiat contacte cu Partidul Comunist Chinez înainte de mineriadă, chinezii promițând sprijin financiar pentru Vadim Tudor, dacă ia puterea în România. Unele surse susțin că mineriada a fost sprijinită și de către Rusia.
Împreună cu minerii care mergeau spre București se aflau și militanți ai PDSR, PUNR, PRM și PS.
Partidul Democrației Sociale din România (PDSR) și liderul acestuia, Ion Iliescu, au susținut declarativ mineriada (vicepreședintele PDSR Adrian Năstase l-a comparat pe Cozma cu haiducii), dar nu a fost implicat direct în organizarea mineriadei, spre deosebire de PRM.
Mineriada din ianuarie 1999 a fost descrisă în presa românească drept tentativă de lovitură de stat.